# Knives Out - Var det mord?
Knives Out - Var det mord?  er en amerikansk dramafilm fra 2019 instrueret af Rian Johnson.

## Medvirkende
- Daniel Craig som Benoit Blanc
- Chris Evans som Ransom Drysdale-Thrombey
- Ana de Armas som Marta Cabrera
- Jamie Lee Curtis som Linda Drysdale-Thrombey
- Michael Shannon som Walter "Walt" Thrombey
- Don Johnson som Richard Drysdale-Thrombey
- Christopher Plummer som Harlan Thrombey